# Sigolsheim
Sigolsheim is een plaats en voormalige gemeente in het Franse departement Haut-Rhin in de regio Grand Est en telt 1097 inwoners (2005).
Op 1 januari 2016 fuseerden Kaysersberg, Kientzheim en Sigolsheim tot de huidige gemeente Kaysersberg-Vignoble. Deze gemeente maakt deel uit van het arrondissement Colmar-Ribeauvillé.

## Geografie
De oppervlakte van Sigolsheim bedraagt 5,8 km², de bevolkingsdichtheid is 189,1 inwoners per km².
De onderstaande kaart toont de ligging van Sigolsheim met de belangrijkste infrastructuur en aangrenzende gemeenten.

## Demografie
Onderstaande figuur toont het verloop van het inwonertal (bron: INSEE-tellingen).